# Himmelsfürst
Himmelsfürst ist ein Gemeindeteil des Ortsteils St. Michaelis der Großen Kreisstadt Brand-Erbisdorf im Landkreis Mittelsachsen (Freistaat Sachsen). Er entstand nahe der bis 1969 betriebenen Himmelsfürst Fundgrube und wurde am 1. Oktober 1993 zusammen mit St. Michaelis nach Brand-Erbisdorf eingemeindet. 

## Geografie

### Lage
Himmelsfürst liegt in der südlichen Ortsflur von St. Michaelis etwa 3 Kilometer südwestlich von Brand-Erbisdorf im Osterzgebirge. Westlich des Orts befindet sich das Tal der Striegis. Himmelsfürst befindet sich im Südwesten des Freiberger Bergreviers.

### Nachbarorte
| Linda           | St. Michaelis                               |                 |
| Oberreichenbach | Kompassrose, die auf Nachbargemeinden zeigt | Brand-Erbisdorf |
|                 | Langenau                                    |                 |

## Geschichte

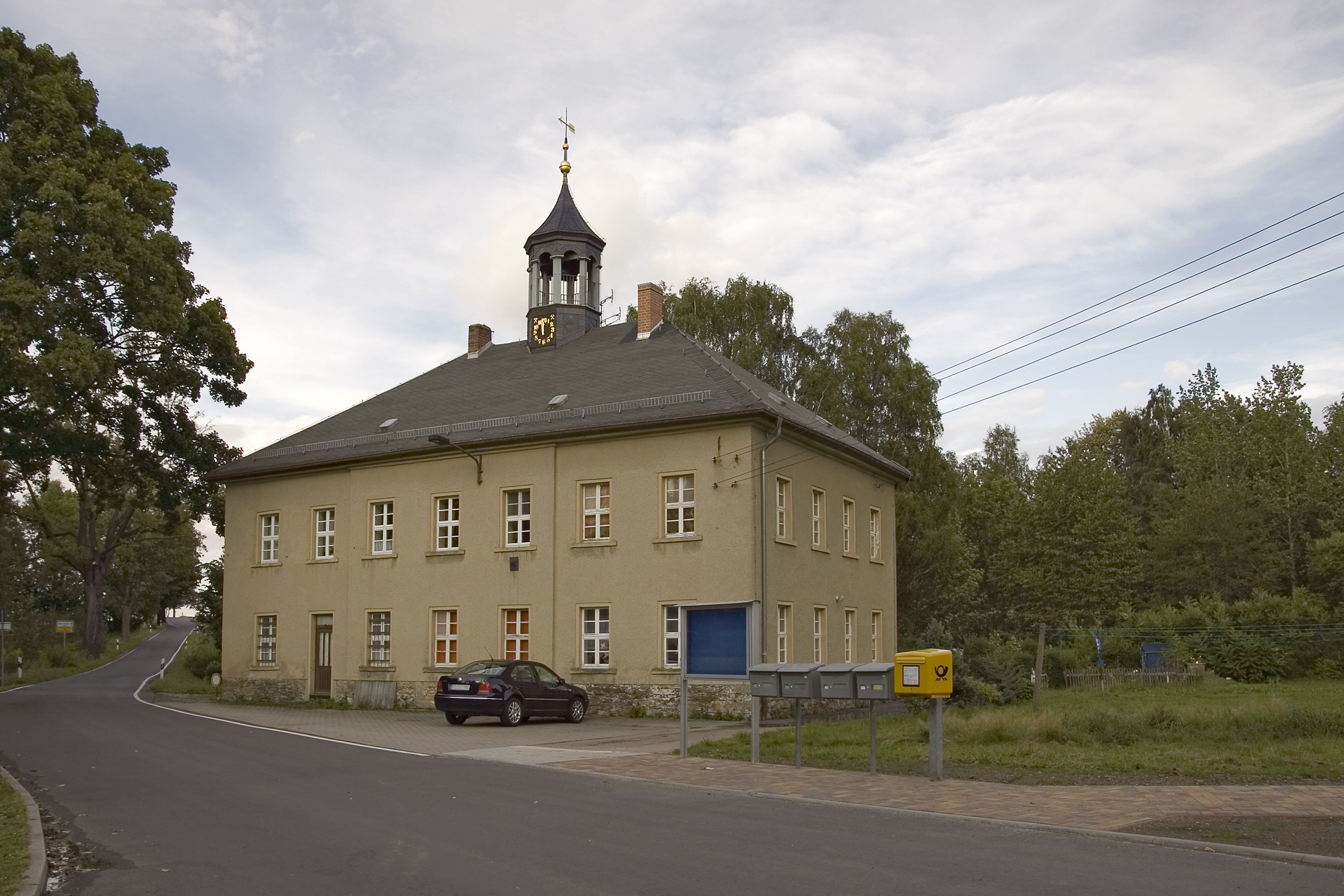
Neues Huthaus der Grube Himmelsfürst (2009)

Der Ort St. Michaelis wurde im Jahr 1348 erstmals urkundlich erwähnt. Mit dem beginnenden Silberbergbau im Freiberger Bergrevier wurde in der südlichen Ortsflur von St. Michaelis im Jahr 1572 die Himmelsfürst Fundgrube verliehen. Sie lag im Südwesten des Freiberger Reviers und war im 19. Jahrhundert gemeinsam mit der Himmelfahrt Fundgrube das ertragreichste und bekannteste sächsische Erzbergwerk. Die Grube war für ihre Vorkommen von gediegenem Silber bekannt.
Um die Fundgrube entwickelte sich eine kleine Siedlung, die politisch jedoch immer zu St. Michaelis gehörte und somit bis 1856 dem kursächsischen bzw. königlich-sächsischen Kreisamt Freiberg, ab 1856 dem Gerichtsamt Brand und ab 1875 der Amtshauptmannschaft Freiberg unterstand. Mit der Eröffnung der Bahnstrecke Brand-Erbisdorf–Langenau wurde am 15. Juli 1890 in Himmelsfürst ein Haltepunkt eingeweiht. Er war bis zur Stilllegung der Strecke im Jahr 1997 in Betrieb. Zeugen dieser Zeit sind bis heute die im Verfall begriffene hölzerne Wartehalle und ein Eisenbahnviadukt im Ort. Zwischen 1946 und 1969 wurde in der Fundgrube Himmelsfürst noch einmal Bergbau betrieben, danach erfolgte die Stilllegung. Zahlreiche Anlagen, darunter das Huthaus, sind bis heute erhalten geblieben.
Durch die zweite Kreisreform in der DDR kam Himmelsfürst mit St. Michaelis im Jahr 1952 zum Kreis Brand-Erbisdorf im Bezirk Chemnitz (1953 in Bezirk Karl-Marx-Stadt umbenannt). Seit der Eingemeindung von St. Michaelis in die Stadt Brand-Erbisdorf am 1. Oktober 1993 bildet St. Michaelis mit seinem Gemeindeteil Himmelsfürst und dem 1950 eingemeindeten Ortsteil Linda die Ortschaft St. Michaelis. Als Ortsteil von Brand-Erbisdorf kam St. Michaelis im Jahr 1994 vom sächsischen Landkreis Brand-Erbisdorf zum Landkreis Freiberg und 2008 zum Landkreis Mittelsachsen.

## Verkehr
Die Haltestelle Himmelsfürst an der Bahnstrecke Brand-Erbisdorf–Langenau wurde am 15. Juli 1890 im Ortsteil Himmelsfürst eröffnet und 1905 zum Bahnhof gewidmet. 1933 erfolgte die Herabstufung zur Haltestelle und 1964 zum Haltepunkt. Bis zur Einstellung des Bergbaues befanden sich im Bereich der Station zwei Anschlussgleise zu Schächten der dort gelegenen Himmelsfürst Fundgrube. Der Haltepunkt ging am 1. Juni 1997 außer Betrieb. Das hölzerne Wartehaus ist am Standort noch vorhanden.

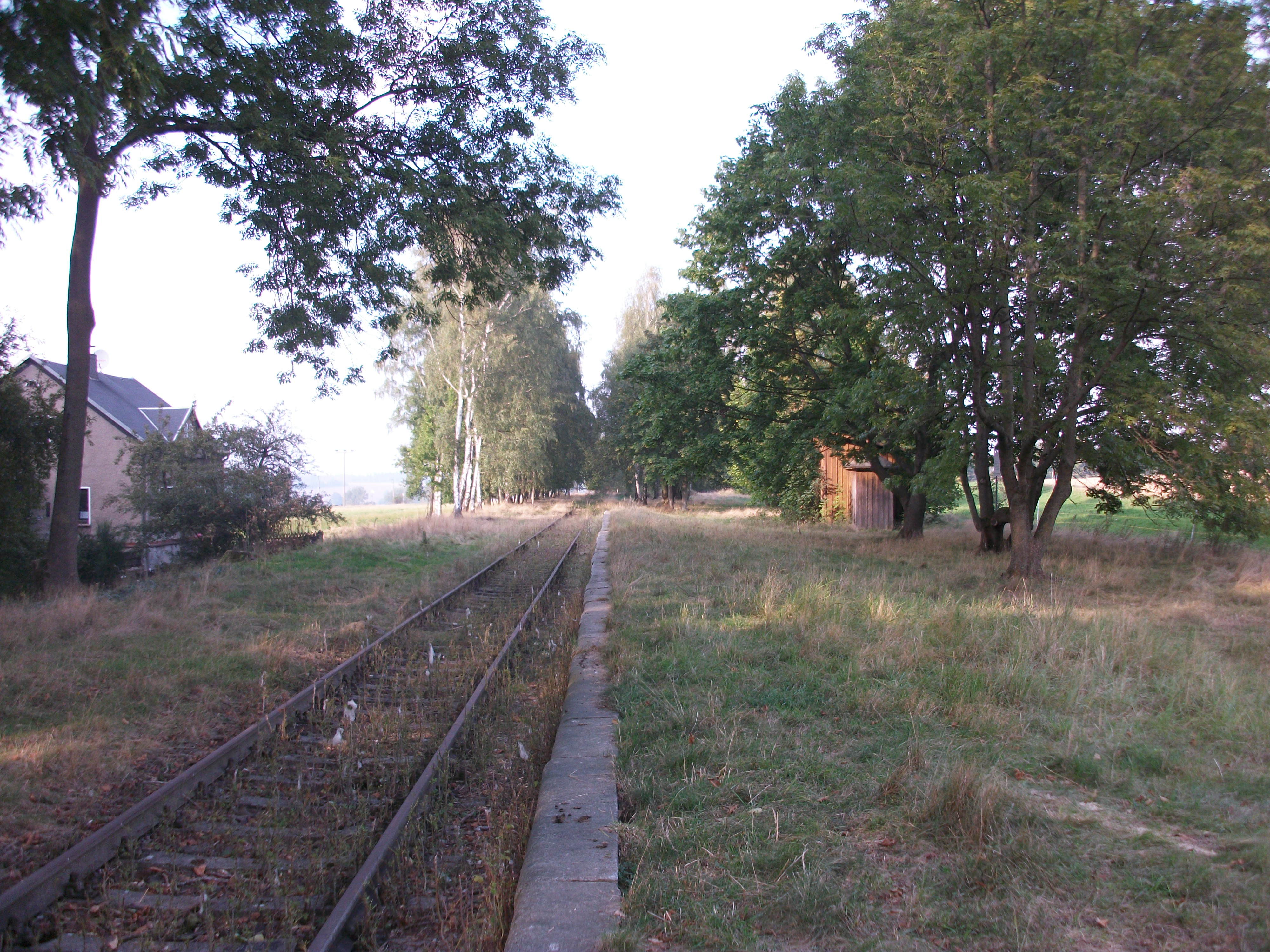
Haltepunkt Himmelsfürst, Richtung Brand-Erbisdorf (2016)
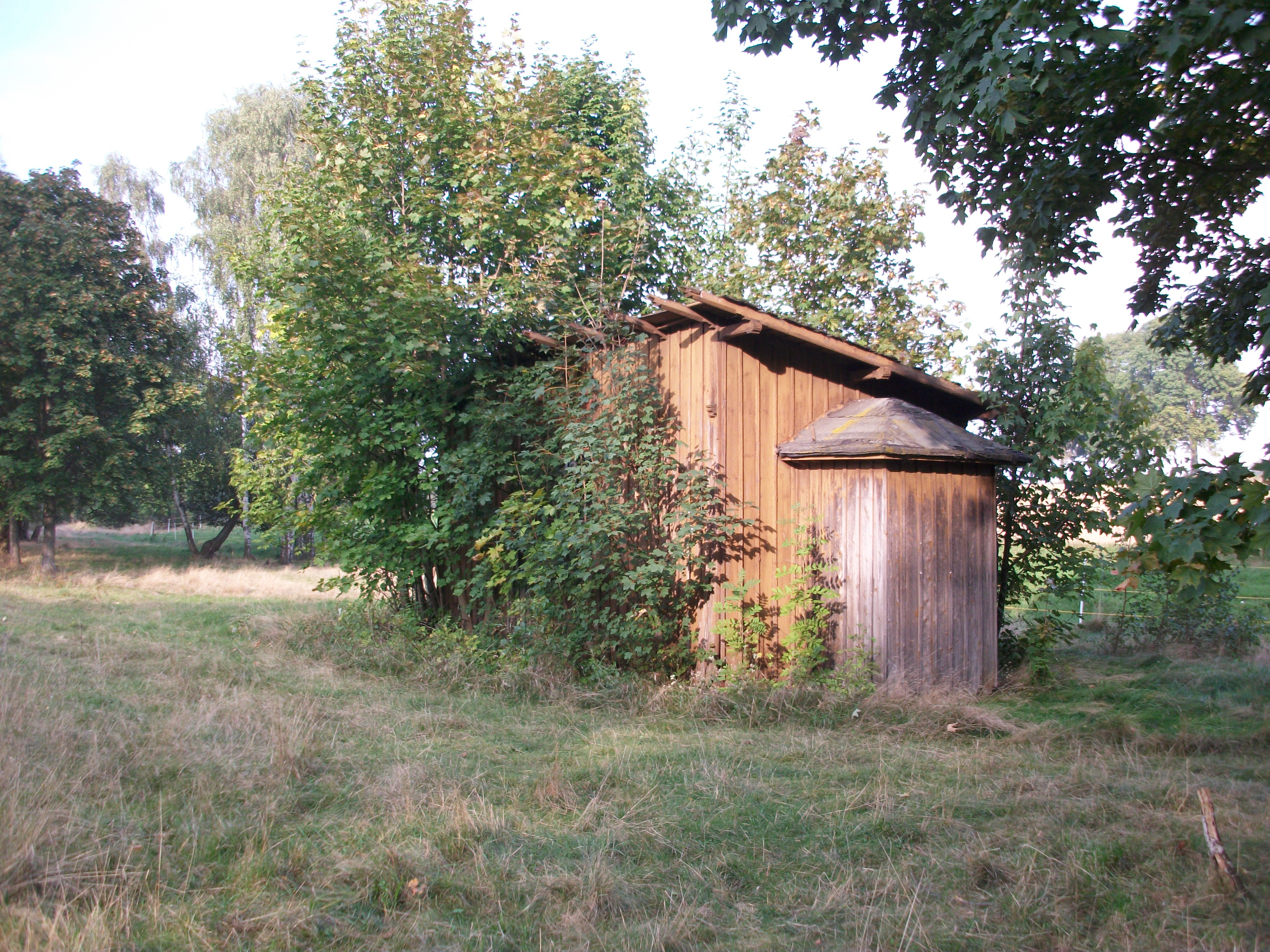
Haltepunkt Himmelsfürst, Wartehalle (2016)
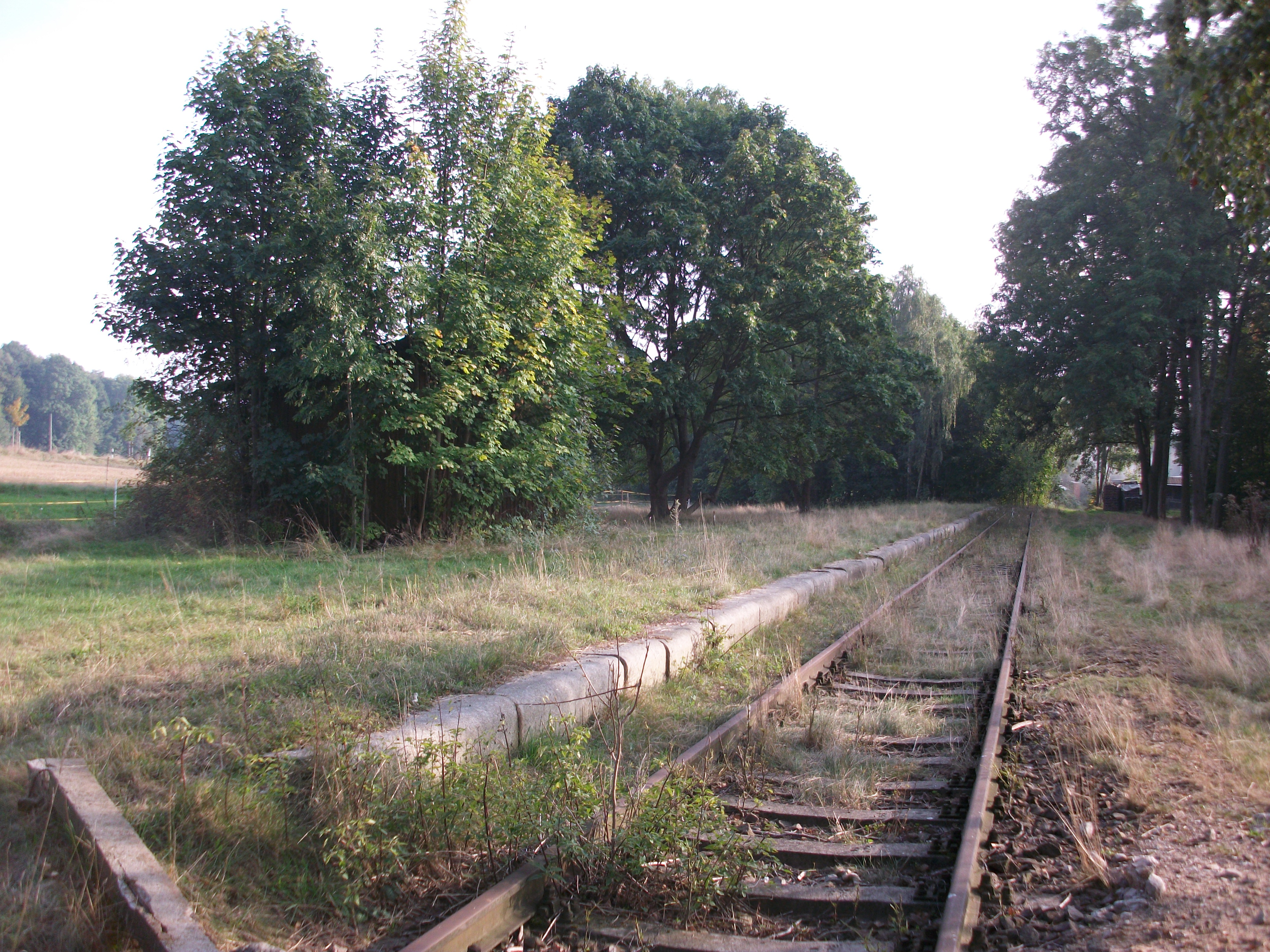
Haltepunkt Himmelsfürst, Richtung Langenau (2016)